# Pia Riva
Pia Riva, po mężu McIsaac (ur. 4 kwietnia 1935 w Piovene Rocchette) – włoska narciarka alpejska, srebrna medalistka mistrzostw świata.
Wystartowała na mistrzostwach świata w Badgastein w 1958 roku, gdzie zajęła siódme miejsce w gigancie, a w zjeździe była czwarta. Walkę o podium przegrała tam ze swą rodaczką, Carlą Marchelli. Podczas rozgrywanych dwa lata później igrzysk olimpijskich w Squaw Valley była siedemnasta w gigancie i ponownie czwarta w zjeździe. Tym razem w walce o brązowy medal lepsza okazała się Austriaczka Traudl Hecher. Na mistrzostwach świata w Chamonix w 1962 roku wywalczyła srebrny medal w zjeździe. W zawodach tych rozdzieliła Austriaczkę Christl Haas i Barbarę Ferries z USA. Był to jej jedyny medal wywalczony na międzynarodowej imprezie tej rangi. Brała również udział w igrzyskach olimpijskich w Innsbrucku w 1964 roku, gdzie zajęła 9. miejsce w gigancie i slalomie, a w zjeździe zajęła 18. pozycję. W nieolimpijskiej kombinacji była szósta.

## Osiągnięcia

### Igrzyska olimpijskie
| Miejsce | Dzień     | Rok  | Miejscowość  | Konkurencja | Czas biegu | Strata | Zwyciężczyni        |
| ------- | --------- | ---- | ------------ | ----------- | ---------- | ------ | ------------------- |
| 4.      | 20 lutego | 1960 | Squaw Valley | Zjazd       | 1:37,6     | +2,3   | Heidi Biebl         |
| 17.     | 23 lutego | 1960 | Squaw Valley | Gigant      | 1:39,9     | +3,0   | Yvonne Rüegg        |
| 9.      | 1 lutego  | 1964 | Innsbruck    | Slalom      | 1:29,86    | +7,34  | Christine Goitschel |
| 9.      | 3 lutego  | 1964 | Innsbruck    | Gigant      | 1:52,24    | +2,35  | Marielle Goitschel  |
| 18.     | 6 lutego  | 1964 | Innsbruck    | Zjazd       | 1:55,39    | +6,86  | Christl Haas        |

### Mistrzostwa świata
| Miejsce | Dzień     | Rok  | Miejscowość  | Konkurencja | Czas biegu | Strata      | Zwyciężczyni        |
| ------- | --------- | ---- | ------------ | ----------- | ---------- | ----------- | ------------------- |
| 4.      | 6 lutego  | 1958 | Badgastein   | Zjazd       | 2:12,1     | +2,5        | Lucile Wheeler      |
| 7.      | 8 lutego  | 1958 | Badgastein   | Gigant      | 1:54,6     | +2,0        | Lucile Wheeler      |
| 4.      | 20 lutego | 1960 | Squaw Valley | Zjazd       | 1:37,6     | +2,3        | Heidi Biebl         |
| 17.     | 23 lutego | 1960 | Squaw Valley | Gigant      | 1:39,9     | +3,0        | Yvonne Rüegg        |
| 21.     | 11 lutego | 1962 | Chamonix     | Gigant      | 1:41,53    | +5,74       | Marianne Jahn       |
| 22.     | 14 lutego | 1962 | Chamonix     | Slalom      | 1:34,84    | +31,38      | Marianne Jahn       |
| 2.      | 17 lutego | 1962 | Chamonix     | Zjazd       | 2:09,08    | +3,23       | Christl Haas        |
| 12.     | 17 lutego | 1962 | Chamonix     | Kombinacja  | 41,13 pkt  | +146,67 pkt | Marielle Goitschel  |
| 9.      | 1 lutego  | 1964 | Innsbruck    | Slalom      | 1:29,86    | +7,34       | Christine Goitschel |
| 9.      | 3 lutego  | 1964 | Innsbruck    | Gigant      | 1:52,24    | +2,35       | Marielle Goitschel  |
| 18.     | 6 lutego  | 1964 | Innsbruck    | Zjazd       | 1:55,39    | +6,86       | Christl Haas        |
| 6.      | 6 lutego  | 1964 | Innsbruck    | Kombinacja  | 34,82 pkt  | +57,68 pkt  | Marielle Goitschel  |